# 3324 Avsyuk
A 3324 Avsyuk (ideiglenes jelöléssel 1983 CW1) a Naprendszer kisbolygóövében található aszteroida. Antonín Mrkos fedezte fel 1983. február 4-én.